# Либер, Александр Витальевич
Александр Витальевич Ли́бер (17 мая 1974 года, Ленинград, СССР) — российский математик и программист, участник и многократный победитель интеллектуальных игр.

## Биография
Родился в семье физиков. Окончил 239-ю физико-математическую школу Санкт-Петербурга. Выпускник математико-механического факультета Санкт-Петербургского университета (1996), затем проходил аспирантуру в Барселоне (изучал экономический анализ).
В «Своей игре» Александр Либер является одним из наиболее титулованных игроков. Он победитель 4 циклов «Золотой Дюжины» и абсолютный чемпион 2007, 2012, 2016 и 2018 годов. Также возглавлял первую сборную команду гроссмейстеров в цикле игр «Кубок Вызова», но потерпел поражение в первой же игре. Рекордсмен телепрограммы в её старом формате (до 2000 года) по размерам выигрыша: 2400 очков. По статистике на сентябрь 2024 года Александр Либер является рекордсменом «Своей игры» по проведённым играм (107) и победам (71).
В спортивное «Что? Где? Когда?» Либер успешно играет с 1992, хотя в одном из интервью утверждал, что играл с 1994 года в составе команды мехмата ЛГУ. Согласно сайту МАК ЧГК, входит в число 11 игроков, принявших участие во всех десяти первых чемпионатах мира по спортивному «Что? Где? Когда?». В составе команды Андрея Кузьмина стал чемпионом мира 2005 года, чемпионом России по «Что? Где? Когда?» в 2005, 2007 и 2009 году. С 2010 года выступал за команду Максима Поташева. В 2011 стал в составе команды  Поташева чемпионом мира и чемпионом России. В составе команды Сергея Николенко дважды выиграл чемпионат мира (в 2015 и 2017 годах). Либер стал единственным игроком в спортивное ЧГК, который трижды завоёвывал Кубок Наций — трофей, разыгрываемый сборными командами разных стран. Он добился этого успеха, выступая за сборную России в 2004, 2006 и 2007 годах.
В телеклубе «Что? Где? Когда?» впервые появился в 2006 году в составе команды Сергея Виватенко, сформированной на основе сборной России — победителей Кубка Наций 2006 года. Две игры подряд, в том числе и в финальной игре года, признавался лучшим игроком команды. В 2008 году занял вакантное место в команде Алеся Мухина.
По данным на 2008 год, не был женат, детей не было.